# Герпесвирус, ассоциированный с саркомой Капоши
Герпесвирус, ассоциированный с саркомой Капоши (ГВСК), или вирус герпеса человека 8 типа, или герпесвирус человека тип 8 (ГВЧ-8, англ. Human gammaherpesvirus 8, ранее Human herpesvirus 8) — вид вирусов из подсемейства гаммагерпесвирусов семейства герпесвирусов. Является одним из восьми известных в настоящее время онковирусов.

## История открытия
В 1872 году Мориц Капоши описал злокачественную опухоль кровеносных сосудов (первоначально она называлась «идиопатическая множественная пигментная саркома кожи»), которая также называется саркомой Капоши. Первоначально считалось, что к саркоме предрасположено еврейское и средиземноморское население, но позднее было установлено, что он широко распространен среди населения стран Африки к югу от Сахары. В 1950-х годах появились первые предположения, что эта опухоль может быть вызвана вирусом. С началом эпидемии СПИДа в начале 1980-х годов произошло внезапное увеличение зарегистрированных случаев саркомы Капоши, поражающая преимущественно больных СПИДом, причем до 50 % зарегистрированных больных СПИДом имели эту опухоль — необычайный уровень предрасположенности к раку. Тщательный анализ эпидемиологических данных, проведенных Валери Берал, Томасом Петерманом и Гарольдом Джаффе, привел этих исследователей к предположению, что причиной возникновения опухоли является неизвестный вирус, передающийся половым путем, редко вызывающий опухоли у людей с нормально функционирующей иммунной системой.
Ещё в 1984 году ученые сообщили о том, что наблюдали герпесвирусоподобные структуры в саркомах Капоши, исследованных с помощью электронной микроскопии. Ученые искали агент, вызывающий опухоль, и в качестве возможной причины было предложено более 20 агентов, включая цитомегаловирус и сам ВИЧ. В конце концов, патоген был идентифицирован в 1994 году Юаном Чангом и Патриком С. Муром, командой из его жены и мужа в Колумбийском университете, путем выделения фрагментов ДНК из герпесвируса, обнаруженного в тканях саркомы у больного СПИДом. Чанг и Мур использовали репрезентативный анализ различий, чтобы найти ГВСК, сравнивая опухолевую ткань больного СПИДом с его собственной неповрежденной тканью. Идея этого эксперимента заключалась в том, что если саркома вызывается вирусом, геномная ДНК в двух образцах должна быть точно идентичной, за исключением ДНК, принадлежащей вирусу. В своем первоначальном эксперименте они выделили два небольших фрагмента ДНК, которые составляли менее 1 % фактического вирусного генома. Эти фрагменты немного отличались от известных геномов герпесвирусов, что указывает на обнаружение нового вируса. Исходя из этих фрагментов, исследовательская группа смогла создать последовательность всего генома вируса менее чем через два года.
Открытие этого герпесвируса вызвало значительные споры, пока не было собрано достаточно данных, доказывающих, что ГВСК действительно является возбудителем саркомы Капоши.

## Описание
ГВСК представляет собой двуцепочечный ДНК-содержащий вирус. ДНК окружена икосаэдрическим капсидом, состоящим из 162 капсомеров. Снаружи вирус окружает оболочка с гликопротеиновыми шипами. Между капсидом и оболочкой расположен тегумент.

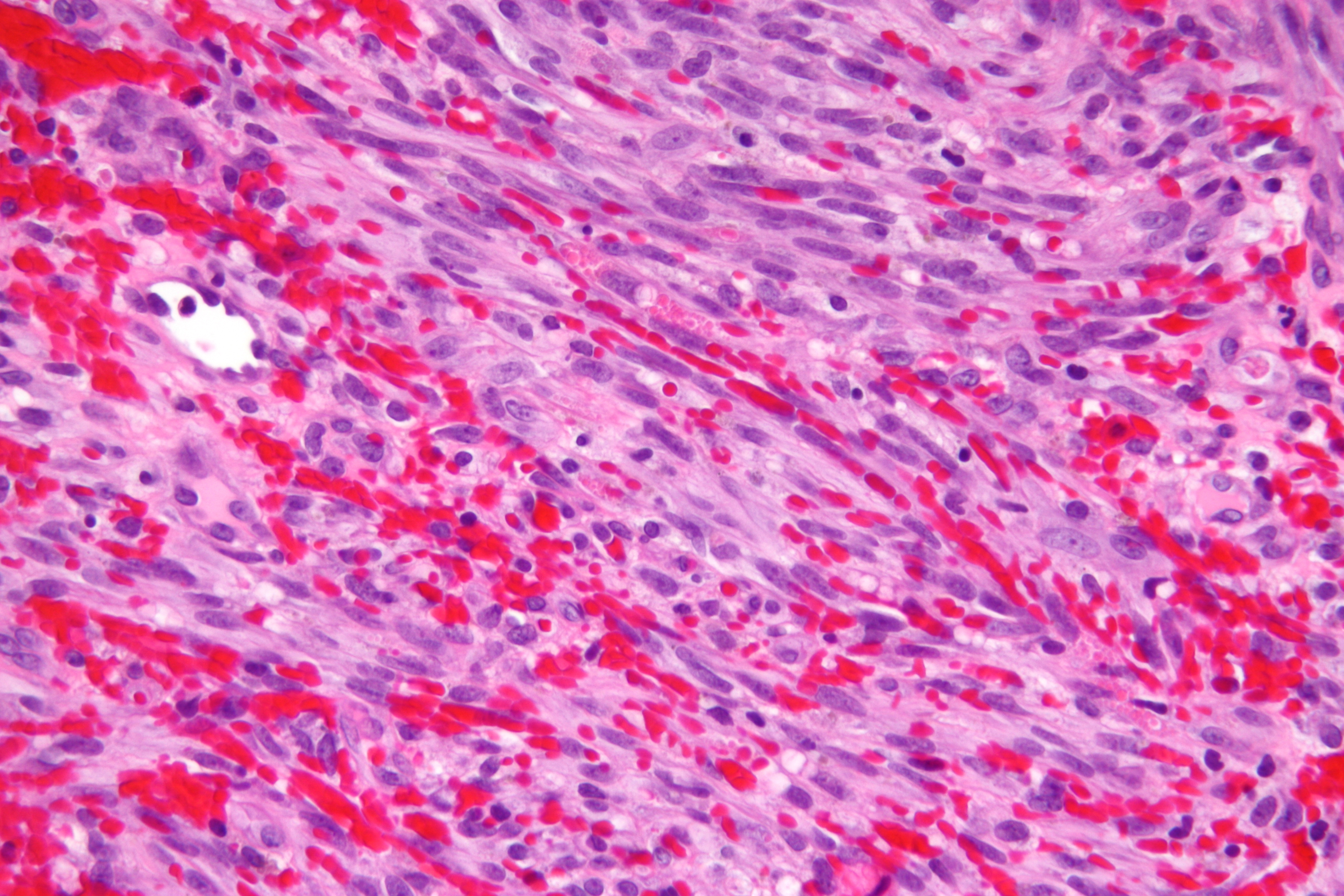
Микрофотография саркомы Капоши. Окраска гематоксилином и эозином.

После заражения вирус проникает в лимфоциты, где он остается в латентном состоянии.

## Эпидемиология
Серопревалентность (число лиц в популяции с положительной тестом на патоген) ГВСК значительно варьируется географически, уровень заболеваемости в странах Северной Европы, Юго-Восточной Азии и Карибского бассейна составляет от 2 до 4 %, в средиземноморских странах — около 10 %, а в странах Африки к югу от Сахары — около 40 %. В Южной Америке уровень заболеваемости в целом низкий, но среди индейцев он выше.. Даже в отдельных странах можно наблюдать значительные различия в разных регионах: уровень распространения инфекции в Синьцзяне составляет около 19,2 %, а в провинции Хубэй — около 9,5 %. Хотя было показано, что серопревалентность постепенно увеличивается с возрастом,, страны с высоким уровнем инфицирования могут иметь более высокую серопревалентность и в более молодых возрастных группах. Исследование показало, что уровень образования влияет на заболеваемость. Лица, инфицированные ВИЧ-1 или имеющие генитальные бородавки, как правило, с большей вероятностью будут инфицированы ГВСК.
В странах с низкой серопревалентностью ГВСК заболевшие — в основном больными СПИДом. В странах с высокой серопревалентностью инфекция часто встречается в детстве, что указывает на возможность передачи инфекции от матери к ребёнку. В исследовании в Замбии у всех матерей детей с саркомой Капоши тест на ГВСК был положительным, однако не все дети, чьи матери имели саркому Капоши, имели положительный тест на ГВСК. В другом исследовании в Замбии у 13,8 % детей к 4 годам тест на ГВСК был положительным. Показано, что серопревалентность существенно не изменяется из-за пола или семейного положения.

## Патология
Болезни, вызываемые герпесвирусом, ассоциированным с саркомой Капоши:
- Саркома Капоши
- Первичная лимфома серозных полостей
- Некоторые разновидности болезни Кастельмана
- Лимфома брюшной полости

## Профилактика и диагностика
Поскольку люди, инфицированные ГВСК, как правило, бессимптомно переносят вирус, если они не больны ВИЧ, сексуальный партнер должен проявлять осторожность в отношении незащищённого секса. Для профилактики используется презерватив. Диагностика вируса проводится при анализе крови.

## Лечение
Саркома Капоши обычно представляет собой локализованную опухоль, которую можно лечить хирургическим путем или лучевой терапией. Можно использовать химиотерапию такими препаратами, как липосомные антрациклины или паклитаксел, особенно при инвазивных заболеваниях. Противовирусные препараты, такие как ганцикловир, применяются для предотвращения развития саркомы Капоши, хотя на последних стадиях опухоли эти препараты практически не используются. Для ВИЧ-инфицированных с саркомой Капоши используется антиретровирусная терапия. У ВИЧ-положительных пациентов, получающих АРВТ, шанс появления саркомы Капоши снижается вплоть до 10 %.